# وزیر عروجف
وزیر سورخای اوغلو عروجف (ترکی آذربایجانی: Vəzir Surxay oğlu Orucov) از قهرمانان ملی جمهوری آذربایجان و کشته‌شدگان جنگ قره‌باغ است.

## سنین جوانی و تحصیل
وزیر عروجف در ۲۶ دسامبر ۱۹۵۶ در روستای خوروزلو در شهرستان ترتر زاده شد. وی تحصیلات متوسطه خود را در دبیرستان روستای خوروزلو فراگرفت و در سال ۱۹۷۴ در مدرسه فنی صنعتی باکو پذیرفته شد. وی در سال ۱۹۷۵ به خدمت سربازی اعزام شد و در سال ۱۹۷۷ از ارتش خارج شد و تحصیلات متوسطه خود را که به پایان نرسانده بود ادامه داد. در سال ۱۹۸۴ عروجف به شهر بلکووو در استان آرخانگلسک روسیه نقل مکان کرد.

## جنگ قره‌باغ و شرکت در نبردها
در سال ۱۹۹۲، او با آگاهی از کشتار خواجه‌لی، به جمهوری آذربایجان بازگشت و در ۴ می به گردان دفاع شخصی شهرستان ترتر پیوست. اگرچه عروجف به‌عنوان یک سرباز خصوصی شروع به جنگ کرد، اما در مدت زمان بسیار کوتاهی، به دلیل مهارت‌های فرماندهی خود، به سمت معاون فرمانده گردان ارتقا یافت. او کمی بعد به‌سوی جبهه‌های مارتاکرت و ماراقا حرکت کرد.
در اوت ۱۹۹۲، عروجف در مأموریت شناسایی در مخزن سد سارسانگ بود. وی با ۳۰ پیشاهنگ مسلّح به مسلسل PK بود. گروه سردار حمیدف از جلو حمله کردند و گروه پیشاهنگی عروجف از پشت حمله کردند. گردان آرابو در آن روز متحمل خسارات زیادی شد.
در یکم سپتامبر ۱۹۹۲ در نبرد برای روستای چیلدیران در حالی که قصد شلیک تانک دشمن را داشت، به سختی مجروح شد. در ۲۲ مارس ۱۹۹۳ در نبردهای سخت برای ارتقاعات گلوبوس در حومه مارتاکرت کشته شد.

## افتخارات
عروجف در خیابان شهدای شهر باکو به خاک سپرده شد. بر اساس فرمان شماره ۴۹۵ رئیس‌جمهور جمهوری آذربایجان در تاریخ ۲۷ مارس ۱۹۹۳ پس از مرگ وی به‌عنوان قهرمان ملی جمهوری آذربایجان شناخته شد.